# 無綫電視劇集列表 (1970年代)
本列表是翡翠台電視劇集列表的子列表，列举1970年代的無綫電視翡翠台劇集。

## 1970年
| 首播日期 | 集數 | 劇名               | 演員 | 官方網頁／附註                   |
| 02月1日  | -    | 君子好逑           | 石 修，馮淬帆，陳鳳蓮，劉達志，周 吉                                                                        | 編導：鍾景輝                     |
| 03月-日  | -    | 兒童劇（單元劇）   | |                                  |
| 03月19日 | 1    | 奔                 | | 首部「星期播放30分鐘」的電視劇集 |
| 03月26日 | 4    | 癮君子             | 馮淬帆，黃淑儀，黃文超，梁 天                                                                               |                                  |
| 04月30日 | -    | 幼吾幼             | 張 瑛，鄧碧雲，胡 楓，梁 天，馮淬帆                                                                         | 電視劇場 改編自阿瑟·米勒同名劇作 |
| 06月11日 | -    | 心焰               | 張 瑛，歐嘉慧，梁舜燕，梁 天，鮑漢琳，容玉意                                                                |                                  |
| 07月2日  | -    | 少奶奶的扇子       | 鄧碧雲，張瑛，歐嘉慧，馮淬帆，梁 天，容玉意，陳鳳蓮，鮑漢琳，劉達志，許瑩英，黎少芳，張樹輝，李志昂，余慕蓮 | 改編自王爾德同名著作             |
| 07月30日 | 1    | 三個演員及他們的戲 | 黃柯柯，劉達志，毛俊輝，李志昂，梁 天                                                                       |                                  |
| 07月30日 | 1    | 等待               | 黃柯柯，劉達志，李志昂，胡宏達，黃文慧                                                                      | 編劇：黃柯柯                     |
| 07月30日 | 1    | 警察局長           | | 劉達志                           |
| 08月6日  | -    | 天之驕子           | 張 瑛，歐嘉慧，馮淬帆，梁 天，張之玨，鮑漢琳                                                                | 電視劇場 改編自阿瑟·米勒同名劇作 |
| 09月10日 | -    | 陋巷               | 梁舜燕，張之玨，劉達志，黃柯柯，黃蕙芬，慧茵，鮑漢琳，鄭子敦，胡宏達，龐焯林，湘 漪                         | 改編自姚克同名劇作               |
| 10月8日  | 5集  | 清宮怨             | 陳振華，慧茵，黃蕙芬，劉達志、梁 天，湘漪，余慕蓮                                                           | 電視劇場 改編自姚克同名劇作      |
| 11月19日 | -    | 小城風光           | 鍾景輝，陳有后，黃蕙芬、梁 天、梁舜燕                                                                       | 改編自桑頓·懷爾德同名劇作        |
| 12月24日 | -    | 今夕何夕           | 張 瑛，梁舜燕                                                                                               |                                  |
| 12月31日 | -    | 刻薄成家           | 張 瑛，梁 天                                                                                                | 改編自莫里哀同名劇作             |

## 1971年
| 首播日期 | 集數 | 劇名       | 演員                                                                          | 官方網頁／附註                                     |
| 01月21日 | -    | 年晚錢     |                                                                               |                                                    |
| 01月28日 | -    | 樑上君子   | 張 瑛，鮑漢琳，梁舜燕                                                         |                                                    |
| 03月4日  | -    | 罪惡根源   | 黃蕙芬，慧茵                                                                  |                                                    |
| 03月11日 | 4集  | 巡按使     | 張 瑛，梁 天                                                                  | 電視劇場 改編自果戈里劇作                          |
| 04月15日 | -    | 詩禮傳家   | 黃曼梨，梁 天                                                                 |                                                    |
| 06月3日  | -    | 佳期近     | 黃蕙芬，容玉意                                                                | 電視劇場 改編自桑顿·怀尔德劇作                     |
| 06月20日 | 31集 | 冷暖親情   | 歐嘉慧，石修，鄭少秋，森森                                                    | 長篇電視劇                                         |
| 07月8日  | -    | 父歸       | 張之玨，張寳之                                                                |                                                    |
| 07月15日 | 7集  | 西施       | 殷巧兒，朱承彩，梁 天，鄭子敦，鮑漢琳                                         | 電視劇場 改編自姚克同名劇作 無線第一部彩色製作戲劇 |
| 09月2日  | 7集  | 家         | 殷巧兒，桃麗絲，黃淑儀，陳振華，容玉意，張寶之，梁 天，鄭子敦，陳有后，鮑漢琳 | 電視劇場 改編自巴金同名著作                        |
| 10月21日 | -    | 玻璃動物園 | 馮淬帆，湘 漪，張之玨                                                         | 電視劇場 改編自田納西·威廉斯同名劇作               |
| 11月18日 | 3集  | 鍍金世界   | 陳有后，容玉意，湘 漪，陳鳳蓮，李司棋，梁 天，鄭少萍，張之玨                  | 電視劇場                                           |
| 12月9日  | 8集  | 雷雨       | 黃曼梨，梁 天，李司棋，陳有后，馮淬帆，湘 漪，鄭子敦，張之玨                  | 電視劇場 改編自曹禺同名劇作                        |

## 1972年
| 首播日期 | 集數 | 劇名               | 演員 | 官方網頁／附註                                                |
| 02月3日  | -    | 油漆未乾           | 梁 天，陳鳳蓮，湘 漪，鄭少萍，張之珏，容玉意，鄭子敦，鮑漢琳，陳有后                                                                | 電視劇場                                                      |
| 02月14日 | -    | 財神到             | 梁醒波，黃曼梨，鄭少秋，焦鏡斌，森 森，鄭子敦                                                                                       |                                                               |
| 02月18日 | 35集 | 向日葵             | 殷巧兒，馮淬帆，黃曼梨，黎 雯，陳振華，容玉意，朱承彩，陳比莉，王愛明，黎少芳，鄭子敦，鄭少萍，羅 蘭，陳有后，黃文慧，杜 平，胡宏達 | 長篇電視劇 編導：梁偉民                                       |
| 03月2日  | -    | 文天祥             | 馮淬帆，陳有后，黃淑儀，鄭子敦，梁 天                                                                                               | 電視劇場 編導：鍾景輝 編劇：馮淬帆                            |
| 04月27日 | -    | 我愛夏日長         | 張之珏，梁舜燕，梁 天，陳鳳蓮 | 改編自柳存仁同名劇作                                          |
| 05月14日 | -    | 慈母恩             | | 編導：張清                                                    |
| 05月18日 | -    | 殺妻記             | 黃淑儀，馮淬帆，羅國維 |                                                               |
| 05月20日 | 21集 | 歧途（單元劇）     | 梁 天，陳振華，許紹雄，蘇杏璇，吳殷志                                                                                               | 編導：劉芳剛                                                  |
| 06月8日  | 5    | 患難真情           | 陳比莉 |                                                               |
| 06月26日 | 16集 | 斗室               | 黃淑儀，陳比莉，張惠儀，黃曼梨，袁報華，黎 雯，黃 侃                                                                                | 一三五劇場 編導：張清 改編自依達同名小說                      |
| 07月14日 | 5集  | 武則天             | 湘 漪，丁 櫻，鄭子敦，鄭少萍，梁 天                                                                                                 | 電視劇場 編導：鍾景輝                                         |
| 08月2日  | 32集 | 星河               | 黃淑儀，鮑漢琳，陳蕙瑜，梁舜燕，丁 茜，黎灼灼，林德祿，馮淬帆，邱藹玲，黎少芳，容玉意，陳振華，郭 鋒，蘇杏璇，陳曼娜                | 一三五劇場 改編自瓊瑤同名小說                                 |
| 08月17日 | 5集  | 一家之主           | 梁舜燕，梁 天，黎少芳，溫燦華，莊文清，關 聰，郭 鋒，陳 蓮，鄭子敦，黃 侃，程可為，蘇杏璇，李佩貞，金興賢，徐 意，何鳳翎，甘國亮    | 電視劇場                                                      |
| 09月21日 | 4集  | 不速之客           | 歐嘉慧，梁 天，何守信，黃曼梨，容玉意，甘國亮，金興賢，徐新義                                                                       | 電視劇場                                                      |
| 09月23日 | 1集  | 良友三部曲         | 森 森，黃淑儀，李司棋，馮淬帆，梁 天，石 修，黃曼梨，陳有后，鄭子敦，黎 雯，黎少芳                                                  | 中秋節特備節目 編導：鍾景輝，劉芳剛，馮淬帆                   |
| 10月14日 | -    | 琉璃世界（單元劇） | 歐嘉慧，梁 天，黃淑儀，黃新，余國亮，陳有后，羅國維，呂有慧，黃曼梨，潘志文，李司棋                                                 | 編導：馮淬帆                                                  |
| 10月16日 | 12集 | 紫薇園的秋天       | 殷巧兒，黃曼梨，容玉意，馮淬帆，陳喜蓮，陳培達，陳有后，陳 舜，黎少芳，黎 雯，鄭子敦，梁 天，劉緯民，程可為，梁立人                 | 一三五劇場 編導：鍾景輝 改編自鄭慧同名小說                    |
| 10月19日 | -    | 夢影               | 黃允財，莊文清，甘國亮，蘇杏璇，梁 天，郭 鋒                                                                                        | 電視劇場 編導：鍾景輝 編劇：甘國亮 改編自瓊瑤小說《夢影殘痕》 |
| 10月20日 | 22集 | 樂韻雛聲           | 殷巧兒，鄭少萍，許淑嫻，梁偉彥，楊 光，李正欣，龍向榮，蔡正怡                                                                       | 長篇電視劇 編導：梁偉民 首部以兒童合唱團為主題電視劇集        |
| 11月13日 | 12集 | 紫薇園的春天       | 殷巧兒，黃曼梨，容玉意，馮淬帆，陳喜蓮，陳培達，陳有后，陳 舜，黎少芳，黎 雯，鄭子敦，梁 天，劉緯民，程可為，梁立人                 | 一三五劇場 編導：鍾景輝 改編自鄭慧同名小說                    |
| 11月16日 | 7集  | 萬世師表           | 黃淑儀，梁 天 | 電視劇場                                                      |
| 12月21日 | 40集 | 春暉               | 黃曼梨，李司棋，蘇杏璇，金興賢，羅國維，陳 舜，程可為，鄭子敦，梁立人，潘志文，胡宏達，黃 新，黃 侃，黎 雯，呂有慧，陳有后，張惠儀  | 一三五劇場 編導：馮淬帆                                       |

## 1973年
| 首播     | 集數          | 劇名         | 主演                                                                                                 | 官網                        | 編審   | 監製     | 備註                                                        |
| 1月4日   | 4             | 智多星       | 黃允財、陳有后、梁 天、鄭子敦                                                                        |                             |        |          | 電視劇場 編導：鍾景輝 改編自莫里哀同名劇作                  |
| 2月1日   | 4             | 喜事重重     | |                             |        |          |                                                             |
| 3月1日   | -             | 劊子手       | 梁 天、鄭子敦、金 鳴、阮令濤                                                                         |                             |        |          | 電視劇場 編導：鍾景輝                                       |
| 3月8日   | -             | 一家人       | |                             |        |          |                                                             |
| 3月19日  | 20            | 煙雨濛濛     | 鄭少秋、李司棋、程可為、李月清、鄭子敦、容玉意                                                       |                             |        |          | 翡翠劇場 改編自瓊瑤同名小說 主題曲由鄭少秋主唱              |
| 3月30日  | 15            | 小鳳仙       | 殷巧兒、馮淬帆、朱承彩、陸 仟、龐焯林、王愛明、黎少芳、羅國維、潘志文、鄭子敦、黃 新                 |                             |        |          | 中篇電視劇                                                  |
| 4月16日  | 20            | 浪子         | 郭 鋒、馮淬帆、許紹雄、張汝棠、王麗蓉、莊文清、李倩貞、黎少芳、胡宏達、容玉意、周 吉、羅 蘭、陳有后  |                             |        |          | 翡翠劇場 編導：劉芳剛 改編自依達同名小說                    |
| 4月19日  | 2             | 不義之財     | 黃曼梨、張寶之、陳振華、陳有后                                                                       |                             |        |          | 電視劇場                                                    |
| 4月27日  | 104           | 七十三       | 劉一帆、李燕萍、熊德誠、曾勵珍、劉天賜                                                               | 網頁 （页面存档备份，存于） | 鄧偉雄 | 周梁淑怡 | 又名：香港'73，1973-76年                                    |
| 5月3日   | 4             | 懸崖         | 梁舜燕、李司棋、蘇杏璇、陳振華、黃宗迅                                                               |                             |        |          | 電視劇場                                                    |
| 5月14日  | 30            | 大江東去     | 黃淑儀、黃允財、鄭少秋、莊文清、蘇杏璇、陸 仟、關 聰、容玉意、甘 露、鄭子敦、溫燦華、陳 舜           |                             |        |          | 翡翠劇場 編導：梁 天                                        |
| 5月27日  | 2輯，每輯26集 | 73           | 劉一帆、李燕萍、熊德誠、曾勵珍、劉天賜、鮑漢琳、葛劍青                                               |                             |        |          | 無綫首部處境喜劇 監製：梁淑怡 編導：葉潔馨                  |
| 6月14日  | 5             | 野玫瑰       | 殷巧兒、陳振華、鄭子敦、黃宗保                                                                       |                             |        |          | 電視劇場 改編自陳銓同名劇作                                 |
| 6月25日  | 16            | 變           | 羅 蘭、李司棋、杜 平、潘志文、呂有慧、陳 舜、陳復生                                                  |                             |        |          | 翡翠劇場 編導：馮淬帆 改編自於梨華同名小說                  |
| 7月13日  | 20            | 私戀         | 汪明荃、馮淬帆、羅 蘭、王麗蓉、林寶蓮、馮秀蓮、徐 意、陳有后、伍永森、潘志文、胡宏達、鄭婉琴、金興賢 |                             |        |          | 長篇電視劇 改編自劉以鬯同名小說                             |
| 7月23日  | 30            | 亂世兒女     | 伍衛國、呂有慧                                                                                       |                             |        |          | 翡翠劇場 編導：梁 天                                        |
| 7月26日  | 3             | 正在想       | 殷巧兒、羅 蘭、梁 天、黃宗保、黎少芳、莊文清、胡宏達                                                 |                             |        |          | 電視劇場 編導：鍾景輝 改編自曹禺同名劇作                    |
| 8月16日  | 2             | 水落石出     | 歐嘉慧、鄭少萍、陳振華、梁 天、張寶之、黃宗保、鄒世孝                                                |                             |        |          | 電視劇場                                                    |
| 8月30日  | 2             | 父親的保險金 | 黃蕙芬、羅國維、鄭少萍、陳 舜、何家慧、林華釗、龐焯林                                                |                             |        |          | 電視劇場                                                    |
| 9月3日   | 20            | 智慧的燈     | 盧宛茵、馮秀蓮、王麗蓉、何家慧、郭 鋒、關 聰、黃曼梨、陳有后、鄭子敦、黃宗保、黎永強、胡宏達         |                             |        |          | 翡翠劇場 編導：鄒世孝 改編自華嚴同名小說 外景於崇基書院拍攝 |
| 9月13日  | 2             | 姊妹情       | |                             |        |          | 電視劇場                                                    |
| 9月27日  | 4             | 意料之外     | 歐嘉慧、張活游、梁 天、陸 仟、伍衛國、黎永強、鄒世孝                                                 |                             |        |          | 電視劇場                                                    |
| 10月1日  | 25            | 船           | 伍衛國、呂有慧                                                                                       |                             |        |          | 翡翠劇場 改編自瓊瑤同名小說                                 |
| 10月25日 | 4             | 情場戰場     | 鄭少秋                                                                                               |                             |        |          |                                                             |
| 11月5日  | 30            | 橫街窄巷     | 何家慧、鄭子敦、李月清                                                                               |                             |        |          | 翡翠劇場                                                    |
| 11月30日 | 14            | 萍萍         | 苗金鳳、夏 雨、黃曼梨、莊文清、容玉意、黃宗保、梁舜燕、黎少芳                                        |                             |        |          | 中篇電視劇                                                  |
| 12月5日  | -             | 積善之家     | |                             |        |          | 電視劇場                                                    |
| 12月17日 | 25            | 朱門怨       | 吳浣儀、盧宛茵、鄭少萍、伍衛國                                                                       |                             |        |          | 翡翠劇場                                                    |

## 1974年
| 首播     | 集數 | 劇名            | 主演 | 官網                        | 編審 | 監製   | 備註                                                                                |
| 1月2日   | 2    | 月黑風高        | |                             |      |        | 電視劇場                                                                            |
| 1月21日  | 1    | 望子成龍        | 黃蕙芬、陳鳳蓮、金興賢、伍衛國、宋豪輝                                                                                                   |                             |      |        | 新春特輯喜劇                                                                        |
| 1月22日  | 2    | 73 (74新年特輯) | 劉一帆、熊德誠、曾勵珍、李燕萍、劉天賜、鮑漢琳、葛劍青                                                                                   | 網頁 （页面存档备份，存于） |      |        |                                                                                     |
| 1月22日  | 1    | 年關            | 苗金鳳、夏 雨、李月清、黎永強、胡宏達、鄭子敦、黄 侃                                                                                     |                             |      |        | 新春特輯喜劇                                                                        |
| 1月23日  | 1    | 財歸財路        | 歐嘉慧、鮑漢琳、周 吉、梁舜燕、盧宛茵 |                             |      |        | 新春特輯喜劇                                                                        |
| 1月24日  | 1    | 跨鳳乘龍        | 李司棋、黃蕙芬、潘志文、金興賢、宋豪輝、伍衛國                                                                                           |                             |      |        | 新春特輯喜劇                                                                        |
| 1月25日  | 1    | 歡喜冤家        | 鄭君綿、蘇杏璇、梁舜燕、黃允財 |                             |      |        | 新春特輯喜劇                                                                        |
| 1月28日  | -    | 福星高照        | |                             |      |        | 新春特輯喜劇                                                                        |
| 1月29日  | -    | 歡樂滿堂        | |                             |      |        | 新春特輯喜劇                                                                        |
| 1月30日  | -    | 繁華夢          | |                             |      |        | 新春特輯喜劇                                                                        |
| 1月31日  | -    | 同居樂          | |                             |      |        | 新春特輯喜劇                                                                        |
| 2月1日   | -    | 龍鳳喜迎春      | |                             |      |        | 新春特輯喜劇                                                                        |
| 1月30日  | 3    | 天作之合        | 歐嘉慧、梁 天、鄭少萍、馬笑英、容玉意、鄭子敦                                                                                            |                             |      |        | 電視劇場 由此劇開始電視劇場由半小時延長至一小時及改於週三播放                       |
| 2月4日   | 25   | 吳園柳莊        | 馮秀蓮、黃曼梨、王麗蓉、梁 天、夏 雨、李月清、潘志文、鄭子敦、黎永強、陳喜蓮                                                             |                             |      |        | 翡翠劇場                                                                            |
| 2月20日  | -    | 陣陣疑雲        | |                             |      |        | 電視劇場                                                                            |
| 3月11日  | 25   | 啼笑因緣        | 李司棋、陳振華、歐嘉慧、羅國維、鄭少萍、黃 新、金興賢、陳有后                                                                            | 網頁 （页面存档备份，存于） |      | 鍾景輝 | 改編自張恨水同名小說 同名主題曲由仙杜拉主唱 作曲:顧嘉輝、填詞:葉紹德，編導王天林    |
| 3月13日  | 3    | 職業殺手        | 梁 天、羅國維、張寳之、陳有后、容玉意、鮑漢琳                                                                                            |                             |      |        | 電視劇場                                                                            |
| 3月18日  | 12   | 懾魄驚魂        | 殷巧兒、馬笑英、黃曼梨、李司棋、何家慧、夏 雨                                                                                            |                             |      |        | 單元劇                                                                              |
| 3月24日  | -    | 西遊記          | 阮令濤、陳振華、馮秀蓮 |                             |      |        | 長篇電視劇                                                                          |
| 4月3日   | 2    | 真相大白        | |                             |      |        | 電視劇場                                                                            |
| 4月15日  | 20   | 她的一生        | 苗金鳳 |                             |      |        | 翡翠劇場                                                                            |
| 4月17日  | -    | 孩子，我錯了    | |                             |      |        | 電視劇場                                                                            |
| 5月8日   | -    | 傷痕            | |                             |      |        | 電視劇場                                                                            |
| 5月13日  | 30   | 彷徨            | |                             |      |        | 翡翠劇場                                                                            |
| 5月22日  | -    | 有房出租        | |                             |      |        | 電視劇場                                                                            |
| 5月24日  | 30   | 藍與黑          | 汪明荃、張寳之、伍衛國 |                             |      |        | 翡翠劇場 編導：張之珏 改編自王藍同名小說                                            |
| 5月29日  | -    | 一寸草山        | |                             |      |        | 電視劇場                                                                            |
| 6月5日   | -    | 乘龍快婿        | |                             |      |        | 電視劇場                                                                            |
| 6月12日  | -    | 回憶            | |                             |      |        | 電視劇場                                                                            |
| 6月25日  | -    | 太太團          | 黃曼梨、梁舜燕、程可為、盧宛茵、張寳之、吳浣儀、鄭少萍、甘國亮、伍衛國、陳振華                                                           |                             |      |        | 長篇電視劇 編導：張之珏 編劇：甘國亮                                                |
| 6月26日  | -    | 我要媽媽        | |                             |      |        | 電視劇場                                                                            |
| 7月21日  | -    | 父與子          | |                             |      |        | 電視劇場                                                                            |
| 8月5日   | 30   | 烏龍劍客        | 黎永強、黃允財、郭 鋒、何家慧、阮令濤、鄭少秋                                                                                            |                             |      |        | 翡翠劇場 編導：梁 天                                                                |
| 9月16日  | 20   | 漫漫長夜        | 石 修、盧宛茵、羅 蘭、黃曼梨、吳浣儀、鄒世孝、張活游                                                                                     |                             |      |        | 翡翠劇場                                                                            |
| 10月14日 | 30   | 芸娘            | 苗金鳳、陳振華、黃允財、陳有、黃曼梨、羅國維、盧宛茵、張圓圓、程可為、黃 新                                                              |                             |      |        | 翡翠劇場 改編自沈复自傳體《浮生六記》 同名主題曲由華娃主唱 作曲:顧嘉輝、填詞:葉紹德 |
| 10月27日 | 5    | 秋海棠          | 梁 天、殷巧兒、汪明荃、陳振華 |                             |      |        | 電視劇場 改編自秦瘦鷗同名小說 同名主題曲由梁天主唱，插曲《金絲雀》由汪明荃主唱      |
| 11月4日  | -    | 民間傳奇        | 汪明荃、鄭少秋、程可為、苗金鳳、黃允財、呂有慧、石 修、夏 雨、黃杏秀、黃曼梨、莊文清、蘇杏璇、江 濤、盧海鵬、江 毅、關 聰、王 偉、周潤發 |                             |      |        | 單元劇                                                                              |
| 11月25日 | -    | 永恆的春天      | 汪明荃、甘國亮、程可為、陳振華、李香琴、梁 天                                                                                            |                             |      |        | 翡翠劇場 編導：鄒世孝                                                               |
| 12月1日  | 3    | 豹子頭林沖      | 汪明荃、梁 天、甘國亮、黃 新、陳有 |                             |      |        | 電視劇場                                                                            |
| 12月22日 | 7    | 楊乃武與小白菜  | 殷巧兒、陳振華 |                             |      |        | 電視劇場 主題曲《小白菜》由關菊英主唱                                               |
| 12月30日 | -    | 梁天來          | 陳振華、苗金鳳、盧海鵬、夏 雨、馮秀蓮、梁 天                                                                                             |                             |      |        | 翡翠劇場 編導：鄒世孝、李沛權、謝日新、梁天 同名主題曲由文千歲主唱                  |

## 1975年
| 首播     | 集數 | 劇名              | 主演 | 官網                        | 編審         | 監製            | 備註 |
| 1月9日   | 14   | 香港風情畫        | 黃允財、汪明荃、伍衛國、莊文清、甘婉霞 | 網頁 （页面存档备份，存于） |              | 鍾景輝          | 單元劇，編王天林，編劇甘國亮                                                                                  |
| 2月3日   | 40   | 長白山上          | 林嶺東、陳喜蓮 |                             |              |                 | 翡翠劇場 |
| 2月9日   | -    | 創業興家          | 陳振華、苗金鳳、黃允財、黃曼梨、莊文清、蘇杏璇、羅國維、吳沅儀、吳孟達                                                                                            |                             |              |                 | |
| 2月10日  | 1    | 73 (75年新年特輯) | 劉一帆、熊德誠、曾勵珍、李燕萍、劉天賜、鮑漢琳、葛劍青、錢秀蓮 | 網頁 （页面存档备份，存于） |              |                 | |
| 3月10日  | 15   | 群星譜            | 黃曼梨、陳立品、馬笑英、陶三姑、容玉意、徐 楓、白 鷹、李琳琳、王釧如                                                                                              | 網頁 （页面存档备份，存于） | 鄧偉雄       | 周梁淑怡        | 單元劇 |
| 3月30日  | 7    | 洛神              | 苗金鳳、鄭少秋、梁 天、陳有后、黃曼梨 | 網頁 （页面存档备份，存于） |              | 鍾景輝          | 電視劇場 |
| 3月31日  | 45   | 清宮殘夢          | 黃蕙芬、張之珏、汪明荃、孫必勝、梁 天、蘇杏璇、鄭子敦、黃宗保、盧海鵬、程可為、羅國維、李志中、張活游、伍衛國、駱 恭、陳有后、鄒世孝、吳孟達、莊文清、高妙思      |                             |              |                 | 翡翠劇場 編導：鍾景輝 主題曲《清宮怨》由張之珏、汪明荃主唱 其中更由國父孫中山先生曾侄孫孫必勝先生演出國父一角 |
| 4月8日   | -    | 同屋共住          | 陳振華、周潤發、程可為、黎少芳、馬笑英、江 毅、王 偉、阮令濤 |                             |              |                 | 編導李沛權，處境劇                                                                                            |
| 4月10日  | -    | 兩家人            | 黃蕙芬 |                             |              |                 | 編導：張之珏                                                                                                  |
| 6月2日   | 25   | 巫山盟            | 吕有慧、黃允財、伍衛國、黃曼梨、盧海鵬、陳有、周 吉、李月清、甘婉霞、謝麗霞、駱 恭                                                                                |                             |              |                 | 翡翠劇場 主題曲《巫山盟》由伍衛國主唱 插曲《田園春夢》由伍衛國、關菊英主唱                                    |
| 7月7日   | 40   | 董小宛            | 李司棋、陳振華、伍衛國、黃允財、程可為、蘇杏璇、周潤發、羅國維 | 網頁 （页面存档备份，存于） |              | 鍾景輝          | 翡翠劇場 編導：王天林 主題曲《惜別》由華娃主唱 作曲:顧嘉輝、填詞:劉杰                                         |
| 7月8日   | 10   | 創業興家II        | 陳振華、苗金鳳、黃允財、黃曼梨、莊文清、蘇杏璇、羅國維、吳沅儀、吳孟達                                                                                            |                             |              |                 | |
| 7月9日   | 9    | 波叔              | 梁醒波 | 網頁 （页面存档备份，存于） | 鄧偉雄       | 周梁淑怡        | 單元劇 |
| 7月10日  | -    | 經紀日記          | 盧國雄、丁 羽、溫柳媚 |                             |              | 葉潔馨          | 編導：葉潔馨、羅卡 編劇：鄧偉雄 取材自本港作家高雄筆下人物「經紀拉」                                          |
| 7月13日  | 7    | 紅樓夢            | 伍衛國、汪明荃、梁舜燕、黃曼梨、李月清、呂有慧、鄭少萍、莊文清、黃杏秀、梁碧玲、周潤發                                                                            | 網頁 （页面存档备份，存于） | 林德祿 梁 天 | 鍾景輝 周梁淑怡 | 電視劇場 編導：鍾景輝、梁 天 改編自曹雪芹同名小說                                                             |
| 9月1日   | 25   | 片斷              | 陳嘉儀、甘國亮、蘇杏璇、王 偉、周潤發、高妙思、潘艷菁、羅國維、梁秋媚                                                                                             | 網頁 （页面存档备份，存于） |              |                 | 翡翠劇場 編導：鄒世孝 改編自華嚴小說《七色橋》                                                                |
| 9月16日  | 3    | 愛情組曲          | 汪明荃、黃允財、伍衛國、 洋 |                             |              |                 | |
| 10月6日  | 25   | 小婦人            | 李司棋、陳嘉儀、王愛明、黃杏秀、黃曼梨、羅國維、伍衛國、 洋、周潤發、鄭少萍                                                                                       | 網頁 （页面存档备份，存于） |              | 周梁淑怡        | 翡翠劇場 編導：王天林 改編自奧爾科特同名小說，編導王天林                                                      |
| 10月9日  | 26   | 乘風破浪          | 趙雅芝、程可為、莊文清、楊詩蒂、高妙思、黃允財、盧海鵬、黃曼梨、江 濤、吳沅儀、黎少芳                                                                             | 網頁 （页面存档备份，存于） |              | 周梁淑怡        | 編導：林德祿 編劇：何康喬、林德祿 主題曲由楊詩蒂主唱 作曲:顧嘉輝、填詞:盧國沾                                 |
| 10月10日 | 13   | 良友世界          | 黃允財、何守信、黃淑儀、周潤發、檸 檬、梁淑卿、梁碧玲、羅 雲、江 濤、黃 新                                                                                        |                             |              | 鍾景輝          | 單元劇 |
| 11月2日  | -    | 黑鑽石            | |                             |              |                 | 電視劇場 |
| 11月9日  | -    | 新婚之夜          | 李道洪、梁小玲 |                             |              |                 | 電視劇場 |
| 11月10日 | 20   | 功夫熱            | 石 堅、石 修、汪明荃、蘇杏璇、梁淑卿 | 網頁 （页面存档备份，存于） |              |                 | 翡翠劇場 編導：朱克 編劇：嚴浩                                                                                |
| 11月14日 | 13   | 相見好I           | 洋、李琳琳、黃允財、曾勵珍、盧大偉、鄭孟霞、陳喜蓮、杜 平、焦 雄、莊文清、楊詩蒂、梁秋媚、陳蕙瑜                                                                  | 網頁 （页面存档备份，存于） |              | 葉潔馨          | 編導：羅卡 編劇：陳韻文                                                                                       |
| 11月16日 | 1    | 晚晴              | 張活游 | 網頁 （页面存档备份，存于） |              |                 | 電視劇場 編導：吳小雲                                                                                         |
| 12月7日  | 2    | 血彈情書          | 李司棋 |                             |              |                 | 電視劇場 |
| 12月8日  | 20   | 夜深沉            | 苗金鳳、李道洪、陳劍雲、馬昭慈、羅國維、張活游、陳喜蓮、易倩兒、馬笑英、江 毅、鄭少萍、梁淑卿、劉仕裕、黃 新、梅 珍、蘇杏璇、黃 新、楊志恆、俞 明、李國麟、羅浩楷 |                             |              |                 | 翡翠劇場 編導：李添勝 改編自張恨水同名小說                                                                    |
| 12月31日 | 3    | 宋江怒殺閰婆惜    | 江 毅、汪明荃、盧宛茵、關 聰、盧海鵬 | 網頁                        |              |                 | 電視劇場 |

## 1976年
| 首播     | 集數 | 劇名                | 主演 | 官網                        | 編審          | 監製                   | 備註 |
| 1月1日   | 17   | 龍虎豹              | 何守信、石 修、江 毅、汪明荃、夏 雨、李欣頤、黄元申、佩 雲、李國麟 | 網頁 （页面存档备份，存于） |               |                        | 單元劇 |
| 1月2日   | 26   | 少年十五二十時      | 卡迪遜、余安安、苗嘉麗、賈思樂、殷巧兒、李志中、何貴林、黃韻詩、汪明荃、李司棋、黃淑儀、周潤發、艾 迪、思 維、黃杏秀、溫柳媚、尤芷韻、林良蕙、盧大偉、程可為、羅 蘭、鍾玲玲                                                                                             | 綱頁 （页面存档备份，存于） |               | 葉潔馨                 | 編導、編劇：甘國亮 |
| 1月5日   | 20   | 春殘                | 李司棋、江 濤、李香琴、羅國維、盧 遠、佩 雲、鄭子敦、鄭少萍、莊文清 | 網頁 （页面存档备份，存于） |               |                        | 翡翠劇場 編導、編劇：李沛權 |
| 2月1日   | 1    | 73 (1976年新年特輯) | 劉一帆、熊德誠、曾勵珍、李燕萍、劉天賜、葛劍青、錢秀蓮 | 網頁 （页面存档备份，存于） |               |                        | |
| 2月3日   | 19   | 楊貴妃              | 殷巧兒、思 維、黃允財、羅國維、溫柳媚、盧宛茵、程可為、呂有慧、黃 新、石 堅、盧海鵬、劉一帆、伍衛國、馮秀蓮、金興賢、譚芳妮、周潤發、李道洪、朱瑞棠、鄭子敦、駱 恭、徐廣林、羅浩楷、江 濤、王 偉、藍 天                                                                 | 網頁                        |               | 王天林                 | 翡翠劇場 編導：陸志堅 |
| 3月1日   | 20   | 三年零八個月        | 黃淑儀、梁淑卿、石 堅、盧海鵬、朱瑞棠、陳復生、關 聰、葉夏利 | 網頁 （页面存档备份，存于） |               | 王天林                 | 翡翠劇場 編導：朱克 主題曲《三年零八個月》由鄒允貞主唱 作曲、填詞：朱克                                                                                               |
| 3月3日   | 13   | 睇開啲啦            | 黃允財、夏 雨、佩 雲、葉夏利、高妙思、吳沅儀、程可為、周潤發、李添勝、江 濤、關 聰 |                             |               |                        | |
| 3月7日   | 19   | 人間世外            | 汪明荃、鄭少秋、李司棋、夏雨 | 網頁 （页面存档备份，存于） |               |                        | 單元劇 |
| 3月29日  | 20   | 大江南北            | 周潤發、黃杏秀、江 濤、趙雅芝、李鵬飛、鄭子敦、盧海鵬、吳孟達、黃 新 | 網頁                        |               |                        | 翡翠劇場 |
| 4月18日  | -    | 二叔                | 張活游 |                             |               |                        | |
| 4月26日  | 25   | 江湖小子            | 伍衛國、周潤發、呂有慧、趙雅芝、嚴秋華、羅 蘭、佩 雲、鄭少萍、吳 桐、梅 蘭、馬笑英 | 網頁                        |               |                        | 翡翠劇場 編導：吳小雲 編劇：譚嬣 主題曲《何處覓知音》由伍衛國主唱 作曲：顧嘉輝、填詞：盧國沾                                                                          |
| 4月29日  | 14   | C.I.D.              | 黄元申、任達華、張 雷、何壁堅、黃允財、黃杏秀、蘇杏璇、佩 雲、伍淑霞、梁淑卿、梁侃輝、楊詩蒂 | 網頁 （页面存档备份，存于） | 羅卡          |                        | 編導：許鞍華、吳小雲、羅卡、譚家明 |
| 5月4日   | 13   | 黃飛鴻              | 關德興、石 堅、石 修、 洋、西瓜刨、賴水清、阮兆輝、袁小田、何家慧、關 聰、李菊華、徐廣林 | 網頁 （页面存档备份，存于） |               | 吳慧萍                 | |
| 5月31日  | 20   | 心有千千結          | 石 修、李琳琳、金興賢、鄭子敦、羅國維、鄭少萍、程可為、焦 雄、駱 恭 | 網頁 （页面存档备份，存于） |               |                        | 翡翠劇場 改編自瓊瑤同名小說 編導：招振強 編劇：王晶 主題曲由石修、鍾玲玲主唱 作曲：顧嘉輝、填詞：盧國沾                                                               |
| 6月2日   | 13   | 戇直青年蠱惑仔      | 盧國雄、江 毅 |                             |               |                        | 單元劇 |
| 6月28日  | 60   | 書劍恩仇錄          | 鄭少秋、汪明荃、李司棋、黄淑儀、朱 江、張活游、夏 雨、江 濤、余安安、高妙思、盧海鵬 | 網頁 （页面存档备份，存于） |               | 王天林                 | 翡翠劇場 第二部改編自金庸武俠小說劇集第一部是佳視的射鵰英雄傳，無線第一部改編自金庸武俠小說劇集改編小說《書劍江山》 同名主題曲由鄭少秋主唱 作曲：顧嘉輝、填詞：高山曦 |
| 7月2日   | 6    | 光怪陸離            | 黃韻詩、黃 霑、張淑儀、余慕蓮、孫明貞 |                             |               |                        | 編導：甘國亮 |
| 7月7日   | -    | 小太陽              | 殷巧兒、甘婉霞、王書麒、路家敏、程可為、莊文清、馬笑英、羅國維、蘇杏璇、余慕蓮 |                             |               |                        | 單元劇，編導：單慧珠 |
| 8月3日   | -    | 挑戰                | 張午郎 |                             |               |                        | 單元劇，編導：吳小雲、李沛權 |
| 8月12日  | 11   | 無花果              | 楊詩蒂、黃允財、趙雅芝、林良蕙、張 雷、謝月美、陳復生、高志森、黃杏秀、姚偉光、盧大偉 | 網頁 （页面存档备份，存于） |               | 王天林                 | 單元劇 編導：林德祿 主題曲由鄧志新、楊詩蒂主唱 |
| 8月13日  | 15   | 家家有本難唸的經    | 汪明荃、杜琪峰、謝月美、廖詠湘、韋以茵、甘婉霞、高妙思 | 網頁                        |               | 王天林                 | 單元劇， |
| 9月3日   | 5    | 阿Q正傳             | 江 毅、佩雲 | 網頁 （页面存档备份，存于） |               |                        | 改編自魯迅同名小說，編導招振強 |
| 9月11日  | -    | 夕陽無限好          | 尤芷韻、劉松仁、陳立品 |                             |               |                        | 單元劇 |
| 9月16日  | 7    | 龍虎豹II            | 何守信、石 修、江 毅 | 網頁 （页面存档备份，存于） |               |                        | 單元劇 |
| 9月22日  | -    | 相見好II            | 洋、李琳琳、黃允財、陳喜蓮、曾勵珍、王 偉、梁小玲、張美琳 |                             |               | 葉潔馨                 | |
| 10月8日  | 13   | 諸事丁              | 黃韻詩、謝月美、鄺君能、黃杏秀、王愛明、賴水清、何家慧、李鵬飛、金興賢、易倩兒、關 聰、何貴林 |                             |               |                        | 編導：甘國亮 |
| 11月1日  | 129  | 狂潮                | 周潤發、繆騫人、卡迪遜、狄波拉、石 堅、朱 江、李香琴、黃淑儀、王 偉、苗金鳳、林建明、廖詠湘、楊詩蒂、羅 蘭、羅國維、吳正元、劉松仁、關海山、金興賢、黃杏秀、佩 雲、潘冰嫦、吳楚帆、許瑩英、馮秀蓮、談泉慶、馬劍棠、余安安、伍衛國、蘇杏璇、黃 新、蕭 亮、李道洪、黃允財 | 網頁                        | 鄧偉雄        | 王天林 周梁淑怡 石少鳴 | 翡翠劇場/第一部百集豪華時裝劇，自此掀起百集長劇熱潮 同名主題曲由關菊英主唱 作曲：顧嘉輝、填詞：黃霑，編導沈月明、李添勝、招振強、李鼎倫、林權                         |
| 11月4日  | 7    | 七女性              | 廖詠湘、苗金鳳、吳正元、張淑儀、林建明、李司棋、陳喜蓮、楊詩蒂、岸 西、李欣頤、梁碧玲、汪明荃、黃允財、周潤發、江 濤 | 網頁 （页面存档备份，存于） |               | 王天林                 | 單元劇，編導：譚家明、羅卡 編劇：陳韻文、李碧華、羅卡、岸西 |
| 11月5日  | 12   | 近代豪俠傳          | 劉松仁、黃韻詩、繆騫人、黃元申、王 青、韓馬、狄波拉、李道洪、黃允財、夏 雨 | 網頁                        | 鄧偉雄 羅卡   | 李鼎倫                 | 單元劇，同名主題曲由關正傑主唱 作曲：顧嘉輝、填詞：黃霑，劇本 徐克、吳昊、王晶、鄧永康等                                                                              |
| 11月2日  | 14   | 北斗星              | 劉松仁、易倩兒、江 濤、黃允財、苗金鳳、廖詠湘、馬笑英、周潤發、吳正元、嚴秋華 | 網頁 （页面存档备份，存于） |               |                        | 單元劇，監製：劉芳剛 編導：許鞍華、嚴浩、劉松仁、陳燭昭、譚家明 |
| 11月14日 | -    | 世界名著            | 李司棋、黃允財、石 修、黃韻詩、溫柳媚、鄺君能、謝月美、露雲娜、梅 珍、廖詠湘 |                             |               |                        | 單元劇，編導：甘國亮 |
| 11月14日 | -    | 甜姐兒              | 林良蕙、莊文清、劉松仁、程可為、謝月美、歐陽泰強、鄭大衛 |                             |               | 葉潔馨                 | 編導：甘國亮 |
| 11月14日 | 23   | 唔駛問阿貴          | 鄭少秋、黃韻詩、汪明荃、張淑儀、黃 新、李家鼎 | 網頁                        | 劉天賜 鄧偉雄 | 葉潔馨 周梁淑怡        | 編導朱克 |
| 11月19日 | 13   | 逼上梁山            | 黃元申、盧海鵬、李司棋、羅浩楷、黃百鳴、江 毅、惠天賜、談泉慶、關海山、石 修、李家鼎、盧海鵬、施 明 | 網頁 （页面存档备份，存于） | 吳昊          | 吳慧萍                 | 單元劇，同名主題曲由春天合唱團主唱 編導：蔡繼光 |
| 11月26日 | 3    | 香港傳奇            | 黃允財、廖詠湘、鄭子敦、苗金鳳、盧國雄、佩 雲、金興賢、梁淑卿、余安安、朱 江、羅浩楷 | 網頁                        |               | 王天林                 | 單元劇，編劇譚嬣 |
| 12月6日  | 10   | 陸小鳳之金鵬之謎    | 劉松仁、黃允財、黃元申、江 濤、韓馬 | 網頁 （页面存档备份，存于） |               | 王天林                 | 同名主題曲由鄭少秋主唱 插曲《鮮花滿月樓》及《落花淚影》由張德蘭主唱 作曲:顧嘉輝、填詞:盧國沾 /又名《陸小鳳》改編古龍小說《陸小鳳傳奇》原名《大遊俠》                  |
| 12月6日  | 12   | 相依為命            | 張 雷、梁建璋、葉夏利、謝月美 |                             |               | 吳慧萍                 | |
| 12月25日 | 9    | 畸人列傳            | 廖詠湘、黃允財、黃淑儀、周潤發、汪明荃、鄺君能、江 濤、關 仁、鄭子敦、周 吉、李鵬飛、伊伯堯 | 網頁 （页面存档备份，存于） |               |                        | 單元劇，反映現實劇 |

## 1977年
| 首播     | 集數 | 劇名                 | 主演 | 官網                        | 編審        | 監製            | 備註 |
| 1月2日   | 15   | 男人女人             | 盧大偉、任達華、李添勝、杜琪峰、江 濤、溫柳媚、盧海鵬、石 修、程可為、關菊英、夏 雨 | 網頁 （页面存档备份，存于） |             | 周梁淑怡        | 同名主題曲由夏雨主唱 |
| 2月15日  | 1    | 畫蛇添足             | 盧國雄、黎永強 | 網頁 （页面存档备份，存于） | 吳昊        | 吳慧萍          | |
| 3月2日   | 18   | 白羊·天蠍·水瓶座     | 廖詠湘、鄭麗芳、岸 西 |                             |             |                 | 編劇李碧華 |
| 3月11日  | 15   | 淡入淡出             | 苗金鳳、汪明荃、林子祥、吳正元、程可為、黄元申、黃允財 |                             |             |                 | 單元劇，編劇：陳韻文、甘國亮 |
| 5月1日   | 67   | 大報復               | 鄭少秋、黃淑儀、江 濤、 洋、黃植森、黃允財、許瑩英、談泉慶、馬劍棠、石 修、余安安、蔡麗貞、林建明、劉松仁、江 毅、莊文清                                                                                            | 網頁                        | 劉天賜      | 葉潔馨 周梁淑怡 | 改編自《基度山恩仇記》 |
| 5月3日   | 13   | C.I.D II             | 黄元申、任達華、張 雷、何壁堅 | 網頁 （页面存档备份，存于） |             |                 | 單元劇 |
| 5月10日  | 12   | 袋鼠絲苗為兩餐       | 黃韻詩、李添勝、余子明、陳立品 | 網頁 （页面存档备份，存于） |             |                 | |
| 5月23日  | 11   | 13                   | 苗金鳳、廖詠湘、盧 遠、繆騫人、韋以茵、江 濤、朱 江、黃杏秀、盧大偉、周潤發、容惠雯、陳玉蓮 | 網頁 （页面存档备份，存于） |             |                 | 單元劇，編導：譚家明 編劇：陳韻文、舒琪 |
| 6月2日   | 7    | 殺手·神槍·蝴蝶夢     | 朱 江、李振輝、黃杏秀、潘冰嫦、蕭 亮 |                             |             |                 | 主題曲殺手·神槍由李振輝主唱 作曲:顧嘉輝、填詞:盧國沾 插曲蝴蝶夢由陳秋霞主唱 作曲:顧嘉輝、填詞:盧國沾                                                     |
| 7月4日   | 4    | 扭計祖宗             | 梁醒波、盧大偉、盧國雄 | 網頁 （页面存档备份，存于） |             |                 | |
| 7月6日   | 13   | 百事問我至知         | 露雲娜、盧 遠、程可為、黃宗賜 |                             |             |                 | |
| 7月9日   | 11   | 大家庭               | 劉一帆、李燕萍、熊德誠、曾勵珍、劉天賜 | 網頁 （页面存档备份，存于） |             |                 | 英文名： |
| 8月1日   | 110  | 家變                 | 汪明荃、鄧碧雲、白文彪、南 紅、陳嘉儀、朱 江、任達華、金興賢、李香琴、黃愷欣、任達華、石 修、夏 雨、徐美玲、馬笑英、譚炳文、羅 蘭、駱應鈞、杜 平、黃文慧、吳 桐、江 毅、駱 恭、藍 天、葉 萍、盧大偉、鄭有國、黃植森 | 網頁 （页面存档备份，存于） | 劉天賜      | 葉潔馨          | 主題曲由羅文主唱，劇本譚炳文、杜良堤 |
| 8月19日  | 37   | 一屋·兩伙·三人行     | 黃杏秀、羅志強、鮑漢琳、高妙思、鄭孟霞、張淑儀、潘冰嫦 | 網頁 （页面存档备份，存于） | 王晶        |                 | 編導：曾勵珍 |
| 10月2日  | 14   | 瑪麗關77             | 卡迪遜、黃韻詩、苗金鳳、汪明荃、高妙思、陳嘉儀、韓馬利、林建明、李琳琳、程可為、繆騫人、余安安、朱玲玲 |                             |             |                 | 編導：甘國亮 |
| 10月5日  | 15   | 霸王谷               | 石 堅、韋以茵、葉夏利、李家鼎、上官玉、曹 濟、梁 愛、嚴秋華、羅國維、蘇杏璇 | 網頁 （页面存档备份，存于） | 羅卡        | 葉潔馨          | 編導：朱克 助理編導：劉仕裕 編劇：毛國昆、奚華安，英文名：                                                                                               |
| 10月6日  | 8    | 陸小鳳之決戰前後     | 劉松仁、黃允財、鄭少秋、江 濤、黃杏秀、黃元申 | 網頁 （页面存档备份，存于） |             | 王天林          | 又名《陸小鳳傳奇Ⅱ決戰前後》改編古龍小說《決戰前後》原名《大遊俠》 插曲《決戰前夕》由鄭少秋主唱 插曲《願君心記取》由張德蘭主唱 作曲：顧嘉輝、填詞：盧國沾 |
| 10月7日  | 8    | 烏龍捕快             | 譚炳文、溫燦華、羅 蘭、葉夏利、江 毅、余子明、李家鼎 | 網頁 （页面存档备份，存于） | 鄧偉雄      | 葉潔馨          | |
| 10月18日 | -    | 年青人               | 韋以茵、容惠雯、余安安、張國強、周潤發 |                             |             | 劉芳剛          | 單元劇，編導：劉芳剛、章國明、吳小雲 編劇：李碧華、舒琪                                                                                                  |
| 10月31日 | 15   | 人頭馬百變財神變則通 | 盧國雄、張武孝、陳立品 | 網頁 （页面存档备份，存于） | 王晶 鄧偉雄 | 葉潔馨          | |
| 11月1日  | 7    | 小人物               | 關海山、關 聰、鄭麗芳、楊詩蒂、張 雷、程可為、繆騫人、莊文清、譚新源、陳玉蓮、嚴秋華、韋以茵、何壁堅、容惠雯 | 網頁 （页面存档备份，存于） |             | 葉潔馨 劉芳剛   | 單元劇，編導：林德祿、余允抗 編劇：李碧華、舒琪 |
| 11月     | 2    | 十周年紀念電視劇作展 | 周潤發、關海山、鄭則仕、苗金鳳 | 網頁 （页面存档备份，存于） |             |                 | 單元劇 |
| 12月1日  | 5    | 無名英雄             | 周潤發、林偉圖、高妙思、黃元申 | 網頁                        | 羅卡        | 葉潔馨          | 編導李鼎倫 主題曲由關正傑主唱 作曲：顧嘉輝、填詞：黃霑                                                                                                   |
| 12月15日 | 1    | 沙煲兄弟             | 劉國誠、張午郎 | 網頁 （页面存档备份，存于） |             |                 | |

## 1978年
| 首播     | 集數 | 劇名               | 主演 | 官網                        | 編審             | 監製          | 備註                                                                        |
| 1月1日   | 12   | 袋鼠絲苗為兩餐II   | 黃韻詩、李添勝、溫柳媚、黃志強 | 網頁 （页面存档备份，存于） | 羅卡             |               |                                                                             |
| 1月1日   | 7    | 幻海奇情精選       | 周潤發、羅 蘭、程可為、羅浩楷、杜 平、鄭麗芳、蔡麗貞、梁玉卿、上官玉、陳欣健、狄波拉、何守信、甘國亮、夏 雨、張德蘭、張活游、阮兆輝、張英才、嚴秋華                                  | 網頁 （页面存档备份，存于） |                  | 吳雨          |                                                                             |
| 1月2日   | 85   | 大亨               | 鄭少秋、劉松仁、盧海鵬、林偉圖、趙雅芝、苗金鳳、陳玉蓮、劉雅英、陳比莉、容惠雯、鄭麗芳、李司棋、繆騫人、梁淑卿、鄧碧雲、馬笑英、伍淑霞、馬劍棠、蘇杏璇、謝月美、石 堅、周 吉、關海山 | 網頁                        | 鄧偉雄 胡沙      | 李添勝        | 翡翠劇場 主題曲由徐小鳳主唱 作曲:顧嘉輝、填詞:黃霑                          |
| 1月3日   | 5    | ICAC               | | 網頁 （页面存档备份，存于） |                  |               | 單元劇，原本有7集，因有兩集「男子漢」和「查案記」被禁播。                   |
| 1月5日   | 13   | 小李飛刀           | 朱 江、李琳琳、黃元申、黃杏秀、劉 丹、黃允財、何禮男、高妙思、馬劍棠、關 聰 | 網頁 （页面存档备份，存于） |                  | 王天林        | 主題曲由羅文主唱 作曲:顧嘉輝、填詞:盧國沾                                   |
| 1月17日  | -    | 俏芳鄰             | 張慕蓮、陳美琪、任達華、張活游 |                             |                  |               |                                                                             |
| 1月18日  | 13   | 女人妙到極         | 余綺霞、吳孟達、廖偉雄、李家鼎、江 毅、鄭則士、陳玉蓮、鳳凰女 | 網頁 （页面存档备份，存于） |                  | 吳慧萍        | 英文名：Better and Bitter Half                                              |
| 2月7日   | 1    | 雲絲頓之妙想發財   | 江 毅、胡大為、阮兆輝 | 網頁 （页面存档备份，存于） | 鄧偉雄           | 李添勝        |                                                                             |
| 2月11日  | 1    | 兩公婆             | 李司棋、賈思樂、鄧碧雲、關海山 | 網頁 （页面存档备份，存于） | 鄧偉雄           | 葉潔馨        |                                                                             |
| 2月14日  | 6    | 黑色報告           | 黃錦燊、徐育宏、盧大偉、田 青 | 網頁 （页面存档备份，存于） |                  | 劉芳剛        | 首部全菲林拍攝劇集 編導：吳小雲                                             |
| 3月28日  | 14   | 人海奇譚           | 周潤發 |                             | 羅卡 吳昊        | 王天林        | 單元劇，主題曲《人海奇譚》由關正傑主唱                                      |
| 4月6日   | 11   | 國際刑警           | 陳欣健、劉 丹、張 雷、吳正元、黃允財、關 聰、高妙思、田 青、Bill Mayhew、陳惠敏 | 網頁 （页面存档备份，存于） | 羅卡 吳昊        | 劉芳剛        | 編導：余允抗、章國明                                                        |
| 4月15日  | 13   | 一代橋王           | 梁醒波、江 毅、關 聰、盧大偉 | 網頁 （页面存档备份，存于） | 吳昊             | 李瑜          |                                                                             |
| 4月19日  | 28   | 論盡天堂           | 盧大偉、盧少慈、葉夏利、薰 妮、鄭則士、佩雲 | 網頁 （页面存档备份，存于） | 吳雨             |               |                                                                             |
| 5月1日   | 110  | 強人               | 李司棋、朱 江、湘 漪、黃允財、周潤發、陳美琪、劉 丹、黃 新、盧少慈、鄭有國、陳嘉儀                                                                                                   | 網頁                        | 鄧偉雄           | 李沛權        | 翡翠劇場 主題曲由羅文主唱 作曲:顧嘉輝、填詞:黃霑                            |
| 5月5日   | 13   | 甜姐兒             | 繆騫人、蘇杏璇、華 娃、徐育宏、程可為、盧大偉、陳百強、何麗莎、游佩玲、蔡賢聰 | 網頁                        | 鄧偉雄           | 甘國亮        | 樂聲特輯，編導：甘國亮、陳沛琪、徐遇安 編劇：甘國亮、林奕華                 |
| 5月7日   | 13   | 星期日首映         | 石修、黃淑儀、馮淬帆、夏 雨、甘國亮、劉 丹 | 網頁 （页面存档备份，存于） | 吳昊 鄧偉雄 羅卡 |               | 單元劇                                                                      |
| 5月12日  | 8    | 惡人世家           | 石 修、黃愷欣、徐新義、李香琴、張武孝、余慕蓮 |                             |                  | 李瑜          |                                                                             |
| 5月13日  | 25   | 倚天屠龍記         | 鄭少秋、汪明荃、趙雅芝、黃允財、楊盼盼、陳玉蓮、夏 雨、黃淑儀、石 堅 | 網頁 （页面存档备份，存于） | 胡沙             | 招振強        | 主題曲《倚天屠龍記》及插曲《熊熊聖火》由鄭少秋主唱 作曲：顧嘉煇、填詞：黃霑 |
| 5月13日  | 12   | 幻海奇情精選II     | 周潤發、羅 蘭、黃杏秀、余綺霞、張英才、艾 迪、阮兆輝、林建明、張武孝、陳立品 |                             |                  |               |                                                                             |
| 6月22日  | 11   | 陸小鳳之武當之戰   | 劉松仁、黃允財、溫柳媚、關海山、繆騫人、黃元申、黃杏秀、江 濤、盧海鵬 | 網頁 （页面存档备份，存于） |                  | 王天林        | 主題曲《誓要入刀山》及插曲《情未了》由鄭少秋主唱 作曲:顧嘉輝、填詞:黃霑     |
| 6月27日  | 9    | 的士司機           | 金興賢、艾 迪、盧海鵬、吳孟達、李國麟 | 網頁 （页面存档备份，存于） | 吳昊 羅卡        | 劉芳剛        |                                                                             |
| 7月4日   | 17   | 1+1                | 關海山、鄭孟霞、羅國維、陳嘉儀、黃 新、南 紅、劉松仁、韓馬利、周潤發、趙雅芝、石 修、陳玉蓮、張 雷、梁小玲、陳欣健、容茱迪、關 聰、黃杏秀、鄺君能、薰 妮、金興賢、蘇杏璇、任達華     | 網頁 （页面存档备份，存于） | 羅卡             | 李瑜          | 編劇陳麗華，單元劇，英文名：                                                |
| 7月7日   | 17   | 又會咁嘅           | 呂瑞容、盧海鵬、羅誌強、黃 新 | 網頁 （页面存档备份，存于） | 王晶             |               |                                                                             |
| 7月15日  | 7    | 契爺皇帝           | 夏 雨、阮兆輝、溫柳媚、劉雅英、梁醒波、歐陽佩珊、鄭則士、麥大成 | 網頁 （页面存档备份，存于） | 羅卡 吳昊        | 李瑜          |                                                                             |
| 8月4日   | 14   | 第三類房客         | 黃淑儀、馮淬帆、喬 宏 | 網頁                        | 鄧偉雄           | 甘國亮        | 樂聲特輯                                                                    |
| 8月6日   | 8    | 青春熱潮           | 繆騫人、黃杏秀、露雲娜、張國強、周潤發、曾慶瑜、任達華、鄧英敏、陳百祥、陳美玲、賴水清                                                                                               | 網頁                        | 鄧偉雄           | 甘國亮        | 英文名：                                                                    |
| 9月4日   | 8    | 小李飛刀之魔劍俠情 | 朱 江、溫柳媚、黃元申、黃杏秀、張 沖、黃允財、關 聰、歐陽珮珊 | 網頁 （页面存档备份，存于） |                  | 王天林        | 主題曲《魔劍俠情》由羅文主唱 作曲:顧嘉輝、填詞:江羽                         |
| 9月6日   | 13   | 父子樂             | 鄭少秋、周世英、蘇杏璇、韓瑪利 | 網頁                        | 鄧偉雄           | 馮吉隆        | 單元劇，劇本海滴、葉中嫻、陳麗華，編導鄒國偉                                |
| 9月7日   | 8    | 第一次             | 任達華、呂良偉、李國麟、李樹佳、楊盼盼、歐陽佩珊、鄭則士、陳家碧、陳復生、陳玉蓮、艾 迪、黃淑儀、鄧英敏、李樹佳、江可愛                                                              | 網頁 （页面存档备份，存于） | 羅卡 吳昊        | 劉芳剛 李沛權 |                                                                             |
| 9月9日   | 13   | 東芝行運一條龍     | 阮兆輝、楊詩蒂、李司棋、繆騫人、韓馬利、黃杏秀、露雲娜、陳美琪、薰 妮、溫柳媚、余綺霞                                                                                                | 網頁 （页面存档备份，存于） | 吳昊             |               |                                                                             |
| 10月2日  | 85   | 奮鬥               | 艾 迪、周潤發、石 修、趙雅芝、郭 鋒、陳嘉儀、南 紅、馮淬帆、姚 煒、曾慶瑜、金興賢、李香琴、黃愷欣                                                                                    | 網頁                        | 王晶             | 李添勝        | 翡翠劇場 主題曲由甄妮主唱 作曲:顧嘉輝、填詞:黃霑                            |
| 10月3日  | 8    | 萬事有我           | 程可為、林建明、甘國亮、高妙思、蕭 亮 | 網頁                        | 羅卡             | 馮吉隆        | 英文名： 原名《四十一枝花》                                                 |
| 10月22日 | 11   | 孤家寡人           | 劉天蘭、吳孟達、李添勝、溫柳媚、陳復生、馮淬帆、黃杏秀 | 網頁 （页面存档备份，存于） |                  |               |                                                                             |
| 10月31日 | 7    | 三及第             | 甘國衛、呂瑞容、盧大偉 | 網頁 （页面存档备份，存于） | 吳昊             | 李瑜          |                                                                             |
| 11月1日  | 18   | 師姐出馬           | 鳳凰女、張 雷、李嘉麗、陳國權 | 網頁 （页面存档备份，存于） | 王晶             | 陳家瑛        | 英文名：                                                                    |
| 11月2日  | 13   | 蕭十一郎           | 謝 賢、李司棋、黃淑儀、關 聰、關海山、林偉圖、盧海鵬 | 網頁                        | 王晶             | 王天林        | 主題曲由羅文主唱 作曲:顧嘉輝、填詞:黎彼得                                   |
| 11月3日  | 13   | 冤家路窄           | 夏 雨、繆騫人 | 網頁 （页面存档备份，存于） |                  | 李瑜          |                                                                             |
| 11月5日  | 25   | 一劍鎮神州         | 馮寶寶、黃杏秀、黃允財、鄭少秋、歐陽珮珊、陳鴻烈、劉 丹、王愛明、馮淬帆、甘國衛、關海山、白文彪                                                                                      | 網頁                        | 胡沙             | 汪歧          | 同名主題曲及插曲《無敵是最寂寞》由鄭少秋主唱 作曲:顧嘉輝、填詞:江羽         |
| 11月10日 | 10   | 孖生姊妹           | 汪明荃、陳欣健、陳嘉儀、鄭裕玲、莫紉蘭、姚天麗、鄭孟霞、甘國亮、鄭有國、盧大偉、梁小玲、劉 丹、陳立品                                                                                | 網頁                        | 鄧偉雄           | 甘國亮        | 樂聲特輯，編導：王璐德、陳沛琪、徐遇安 編劇：甘國亮、林奕華                 |
| 12月9日  | 15   | 奇謀妙計施公案     | 葉夏利、黃允財、劉雅英、黃 新、陳立品、曾楚霖 | 網頁 （页面存档备份，存于） | 岑國榮           |               |                                                                             |
| 12月19日 | 7    | 天降福星           | 盧大偉、梁醒波、盧海鵬、黃杏秀、廖偉雄、陳百祥、鄭麗芳、高妙思 | 網頁 （页面存档备份，存于） | 吳雨             | 李瑜          |                                                                             |

## 1979年
| 首播     | 集數 | 劇名              | 主演 | 官網                        | 編審                 | 監製   | 備註                                                                             |
| 1月6日   | -    | 橋王大會串        | 梁醒波、關 聰、江 毅、盧大偉、莊文清、黃杏秀、程可為、陳百祥、廖偉雄                                                                     |                             |                      |        |                                                                                  |
| 1月10日  | 12   | 香港地            | 吕有慧、温柳媚、余綺霞、徐育宏 | 網頁 （页面存档备份，存于） | 王晶                 | 馮吉隆 | 主題曲「香港地」譚詠麟                                                           |
| 1月19日  | 26   | 小夫妻            | 劉 丹、羅志強、陳玉蓮、高妙思、黃杏秀 | 網頁 （页面存档备份，存于） | 王晶                 | 甘國亮 |                                                                                  |
| 1月21日  | 1    | 鴻運當頭          | 鄭少秋、盧海鵬、韓馬利、何禮男、劉 丹、徐佑麟、曹 濟、曾楚霖、朱 剛、江 毅、羅 蘭                                                        | 網頁 （页面存档备份，存于） | 胡沙                 | 馮吉隆 | 新年特輯                                                                         |
| 1月29日  | 85   | 天虹              | 汪明荃、譚詠麟、鄭裕玲、鄭少秋、謝 賢、梁 珊、劉 丹、關海山、馮淬帆、黃 新、梅 蘭、陳喜蓮、江 毅、鄭子敦、羅國維、吳正元、余綺霞、黃曼梨 | 網頁 （页面存档备份，存于） | 海滴 吳 昊           | 李添勝 | 主題曲「天虹」汪明荃                                                             |
| 2月1日   | 13   | 貼錯門神          | 黃元申、陳國權、繆騫人、莊文清、盧海鵬                                                                                                   | 網頁 （页面存档备份，存于） | 王晶                 | 招振強 | 編導：王天林，編劇王晶 主題曲「貼錯門神」鄭少秋                                  |
| 2月2日   | 13   | 有樓收租          | 周潤發、任達華、廖安麗 | 網頁 （页面存档备份，存于） | 吳雨                 | 李瑜   | 編劇何麗全                                                                       |
| 2月4日   | 12   | 袋鼠絲苗為兩餐III | 李添勝 | 網頁 （页面存档备份，存于） |                      |        |                                                                                  |
| 2月6日   | 15   | 吾家十八口        | 朱 江、黃淑儀、羅 蘭 |                             |                      | 陳家瑛 | 編導：林麗真                                                                     |
| 2月12日  | 12   | 四眼神探          | 鄭則仕、呂良偉、劉雅麗 | 網頁 （页面存档备份，存于） | 鄧偉雄 羅卡          | 李沛權 | 編劇王晶、吳 昊、鄧偉雄、吳雨、羅卡，單元劇。英文名：                            |
| 3月7日   | 13   | 女人三十          | 沈殿霞、李司棋、韓馬利﹑繆騫人、陳美琪、曾慶瑜、陳齊頌、李琳琳、程可為、蘇杏璇、朱承彩、陳儀馨、關菊英、艾 迪、李香琴、陳嘉儀            | 網頁 （页面存档备份，存于） | 羅卡 金炳興          | 李沛權 | 單元劇，主題曲「女人三十」沈殿霞                                                 |
| 4月      | 13   | 彩色人生          | 李香琴、盧大偉、張武孝、呂瑞容、余綺霞                                                                                                   | 網頁 （页面存档备份，存于） | 吳昊 羅卡            |        |                                                                                  |
| 4月30日  | 13   | 龍潭群英          | 周潤發、黃 新、曾玉霞 | 網頁 （页面存档备份，存于） | 羅卡                 | 李沛權 | 編劇王晶、吳 昊、羅卡                                                            |
| 5月3日   | 9    | 刀神              | 劉松仁、趙雅芝、韓馬利﹑石 堅、關海山、湘 漪                                                                                             | 網頁 （页面存档备份，存于） | 王晶                 | 招振強 | 主題曲《春雨彎刀》甄妮，編導李鼎倫，編劇譚嬣                                     |
| 5月4日   | 11   | 三跟四傍          | 野 峰、盧國雄、周 驄、上官玉、羅浩楷 | 網頁 （页面存档备份，存于） | 吳雨                 | 李瑜   | 編劇吳雨、何麗全；編導鄒麗如；编剧吳雨何丽全                                     |
| 5月6日   | 17   | 絕代雙驕          | 黃元申、黃杏秀、石 修、黃允財、陳玉蓮、米 雪                                                                                             | 網頁 （页面存档备份，存于） | 胡沙 陳國權          | 招振強 | 主題曲「絕代雙驕」羅文；編劇胡沙；編導招振強、邱家雄、伍潤泉                     |
| 5月13日  | 14   | 落難天使          | 李琳琳、林子祥、江 毅、莊文清 | 網頁 （页面存档备份，存于） | 陳翹英               | 梁家樹 | 英文名：Poor Angel                                                               |
| 5月20日  | 15   | 左鄰右里          | 關海山、南 紅、任達華、廖安麗、梁 珊、羅國維、余慕蓮、韓馬利、曾慶瑜、陳劍雲、佩 雲                                                      | 網頁 （页面存档备份，存于） | 鄧偉雄 陳翹英 鄧永康 | 甘國亮 | 編導：王璐德 編劇：陳翹英、陳麗華                                                |
| 5月28日  | 90   | 抉擇              | 朱 江、黃淑儀、李司棋、黃允財、楊詩蒂、呂有慧、鄧碧雲、湘 漪、黃曼梨、石 堅、陳欣健、陳美琪、藍 天、歐陽珮珊                             | 網頁 （页面存档备份，存于） | 吳 昊                | 鄒世孝 | 主題曲「抉擇」林子祥                                                             |
| 7月5日   | 9    | 神龍五虎將        | 艾 迪、馮寶寶、陳國權、徐佑麟、林文偉 | 網頁 （页面存档备份，存于） | 王晶                 | 王天林 | 主題曲「神龍五虎將」鄭少秋                                                       |
| 7月7日   | 19   | 家在香港          | 余子明、陳立品、葉德嫻、羅志強、廖偉雄、陳玉蓮、程可為                                                                                   | 網頁 （页面存档备份，存于） | 王晶 羅卡            | 李瑜   | 編導：林彩香                                                                     |
| 7月20日  | 7    | 難兄難弟          | 馮淬帆、鄭少秋、陳嘉儀、葉德嫻、李香琴                                                                                                   | 網頁 （页面存档备份，存于） | 陳翹英 鄧偉雄 王晶   | 甘國亮 | 編劇王晶、何麗全、陳翹英、甘國亮、鄧永康、林曼玲、唐志松                         |
| 7月21日  | 7    | 過埠新娘          | 鄭裕玲、林子祥、甘國亮、梁小玲、鄭孟霞、陳百祥                                                                                           | 網頁 （页面存档备份，存于） |                      | 甘國亮 | 編劇：甘國亮                                                                     |
| 8月1日   | 5    | 英雄無淚          | 陳惠敏、黄樹棠、夏 雨、劉 丹、黄家達、李琳琳、韓馬利、馮淬帆、關 聰、甘國衛                                                              | 網頁 （页面存档备份，存于） | 鄧偉雄               |        | 編導：李鼎倫 主題曲「英雄無淚」甄妮；編劇程汾、譚嬣                              |
| 9月3日   | 65   | 楚留香            | 鄭少秋、汪明荃、趙雅芝、關 聰、廖安麗、高妙思、夏 雨、黃允財、呂有慧                                                                     | 網頁 （页面存档备份，存于） | 陳翹英 胡沙          | 王天林 | 主題曲《楚留香》及插曲《留香恨》由鄭少秋主唱 作曲：顧嘉輝、填詞：黃霑及/或鄧偉雄 |
| 10月1日  | 80   | 網中人            | 鄧碧雲、周潤發、鄭裕玲、廖偉雄、黃 新、歐陽珮珊、倫志文、李道洪、關海山、南 紅、李香琴                                                   | 網頁 （页面存档备份，存于） | 王晶                 | 李添勝 | 主題曲《網中人》張德蘭                                                           |
| 10月13日 | 5    | 下一代            | 任達華、劉 丹、呂良偉、嚴秋華、江可愛、甘國亮、白文彪、鄭則士、鄭裕玲、陳玉蓮                                                            | 網頁 （页面存档备份，存于） | 羅卡                 | 李沛權 | 又名：兩代之間，單元電視劇，英文名：Coming Generation                            |
| 12月3日  | 45   | 名劍風流          | 夏 雨、石 堅、潘迎紫、黃敏儀、劉 丹、韓馬利、吕瑞容、梁 珊、江 毅、白 茵、白文彪、程可為                                                 | 網頁 （页面存档备份，存于） | 胡沙 陳翹英          | 招振強 | 主題曲《名劍風流》及插曲《魔影迷離》由羅文主唱 作曲：顧嘉輝、填詞：鄧偉雄        |
| 12月22日 | 8    | 不是冤家不聚頭    | 汪明荃、林子祥、石 修、馮寶寶、陳嘉儀、黃曼梨、鄭孟霞、鄭麗芳                                                                            | 網頁 （页面存档备份，存于） |                      | 甘國亮 | 編導：王璐德 編劇：甘國亮                                                        |